# Per Fischer

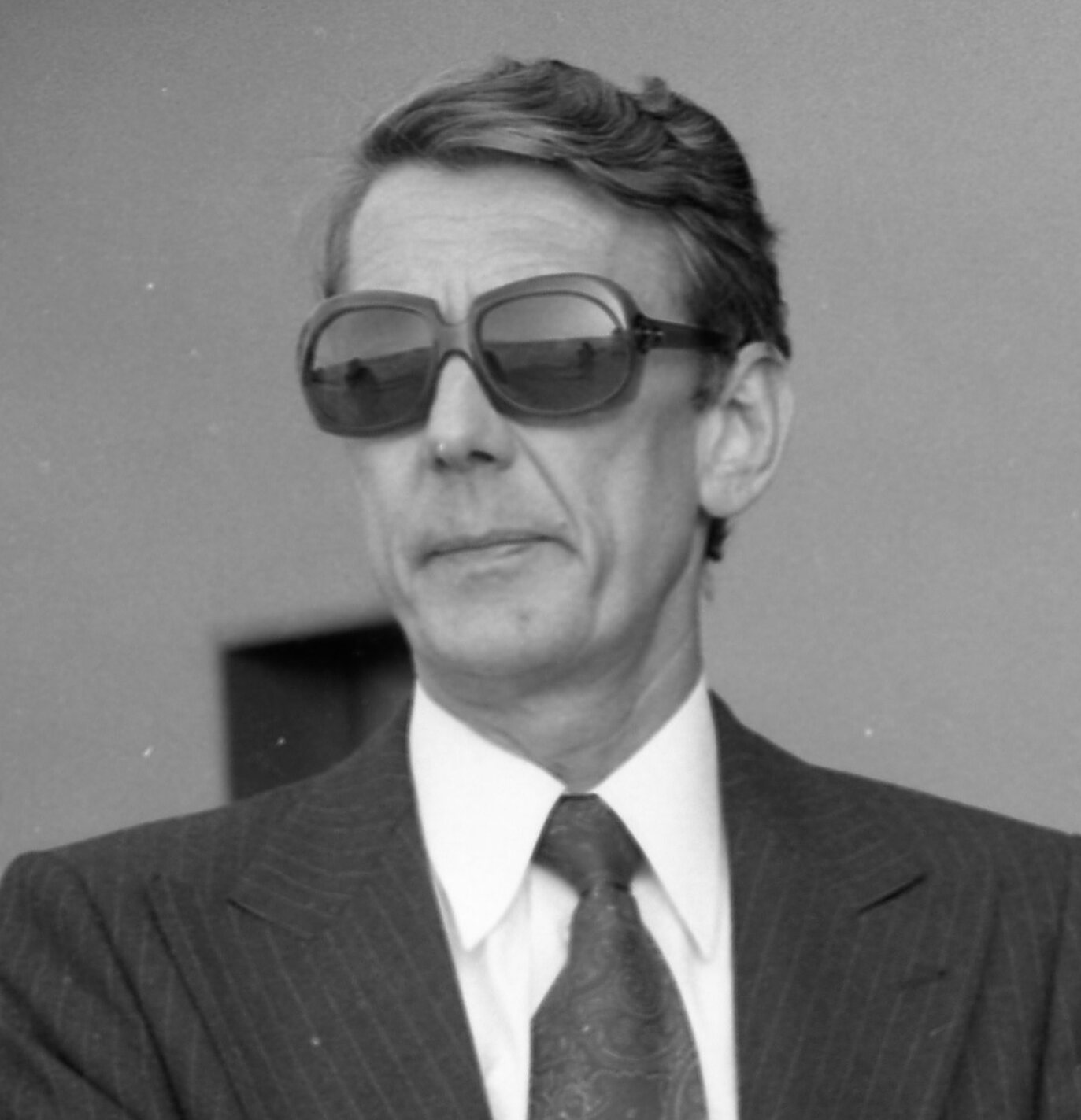
Per Fischer, Israel 1977

Per Fischer (* 3. Januar 1923 in Oslo; † 2. Dezember 1999 in Bonn) war ein deutscher Diplomat.

## Biografie
Per Fischer, Sohn eines Diplomaten, studierte nach dem Schulbesuch Chinesisch, Französisch, Rechtswissenschaft und Zeitungswissenschaft an der Universität Peling, der Universität Lausanne, der Ruprecht-Karls-Universität Heidelberg sowie der Universität Wien. Nach der Promotion zum Dr. phil. war er nach dem 1945 beendeten Zweiten Weltkrieg als Journalist bei Radio Bremen sowie mehreren Tageszeitungen tätig.
Von 1951 bis 1957 war er Mitarbeiter beim Generalsekretariat des Europarats in Straßburg, zwischen 1957 und 1960 der Versammlung der Westeuropäischen Union (WEU) in Paris. Im Anschluss war er von 1960 bis 1962 Kabinettsdirektor des Präsidenten des Europaparlaments Hans Furler.
Im Jahr 1962 trat er in den Diplomatischen Dienst ein und war während seines Vorbereitungsdienstes zunächst Mitarbeiter in der Politischen Abteilung des Auswärtigen Amtes.
1965 wurde er als Nachfolger von Hans Ferdinand Linsser zum Botschafter im Tschad ernannt. Nach seiner Rückkehr nach Deutschland war er von 1968 bis 1969 zunächst Mitarbeiter des Planungsstabes des Auswärtigen Amtes.
Während der Amtszeit von Bundeskanzler Willy Brandt war er von 1969 bis 1974 Mitarbeiter im Bundeskanzleramt. Dort war er insbesondere zuständigen für Fragen der Entwicklungspolitik, der Nahostpolitik sowie dem Mittleren Osten und wurde 1970 zum Vortragenden Legationsrat Erster Klasse sowie 1972 zum Ministerialdirigenten befördert.
Im Juli 1974 wurde er als Nachfolger von Jesco von Puttkamer zum Botschafter in Israel ernannt. Dieses Amt hatte er bis zu seiner Ablösung durch den vorherigen Regierenden Bürgermeister von Berlin Klaus Schütz im Jahr 1977 inne.
Zwischen 1978 und 1979 war er Ständiger Vertreter beim Büro der Vereinten Nationen (UN) in Genf und dort Nachfolger von Carl-Werner Sanne. Im Anschluss folgte ihm Ulrich Sahm. Er selbst wurde 1984 zum Botschafter der Bundesrepublik Deutschland in China ernannt und blieb dort bis 1987 in Peking (Chaoyang Distrikt) akkreditiert.
Später war er als Professor am Institut für Politikwissenschaft der Johannes Gutenberg-Universität Mainz tätig.

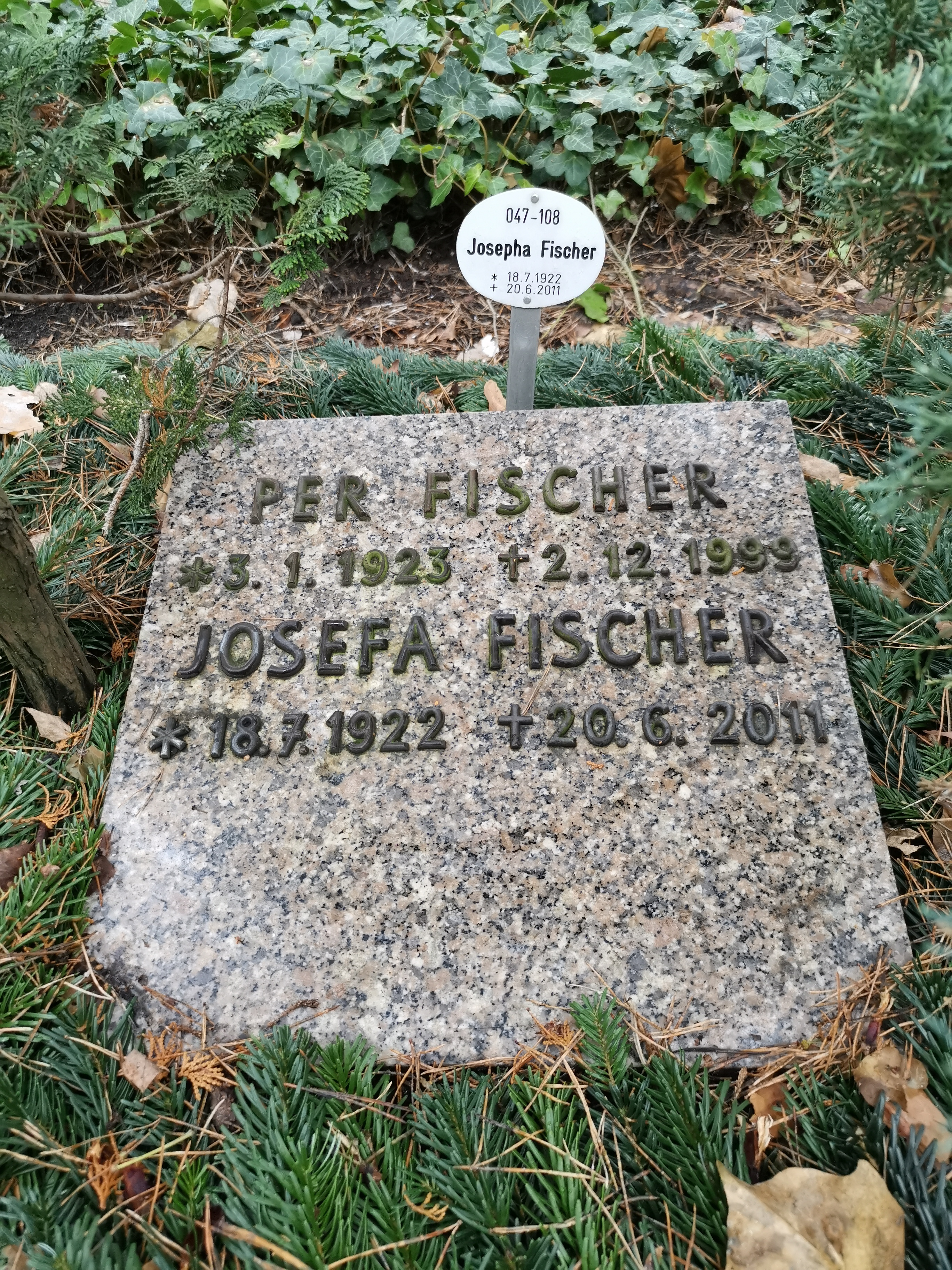
Grabstelle auf dem Waldfriedhof Zehlendorf in Berlin, Feld 47

Per Fischer war verheiratet und hatte ein Kind. Er starb 1999 im Alter von 76 Jahren in Bonn. Sein Grab befindet sich auf dem Waldfriedhof Dahlem in Berlin.

## Auszeichnungen
- 1973: Großes Silbernes Ehrenzeichen mit dem Stern für Verdienste um die Republik Österreich[5]
- 1977: Verdienstkreuz 1. Klasse der Bundesrepublik Deutschland
- 1983: Großes Verdienstkreuz der Bundesrepublik Deutschland

## Schriften
- Die Saar zwischen Deutschland und Frankreich. Politische Entwicklung von 1945 bis 1949. Berlin 1959.
- Europarat und parlamentarische Außenpolitik. Oldenbourg, München 1962.
- William Mulley (Autor), Per Fischer (Autor): Der Stand der europäischen Sicherheit. Band 1: Ein Beitrag zur Verteidigungspolitik des Westens. 1963.
- Claus-Dieter Ehlermann (Autor), Per Fischer (Autor), Rüdiger Thiele (Autor), Ulrich Weinstock (Herausgeber): Neun für Europa. Die EWG als Motor europäischer Integration. 1982, ISBN 3-424-00472-3
- 1948: In China rücken die Kommunisten vor. Zerlegt wie eine Melone. In: Die Zeit. 11. November 1988
- Das Saarstatut des Europarats. Vorstoß in europäisches integrationspolitisches Neuland. In: Rainer Hudemann, Raymond Poidevin, Annette Maas: Die Saar 1945-1955. Ein Problem der europäischen Geschichte. 1995, S. 115–127 u. a. (Digitalisat)